# SFinks
SFinks – polskie czasopismo poświęcone literaturze science-fiction i fantasy istniejące z przerwami od 1994 roku.

## Historia pisma
Założycielem pisma był Wojtek Sedeńko, debiutowało w 1994. Wzorowane było na amerykańskim magazynie Locus i było w zamierzeniu pismem informacyjnym. W skład redakcji weszli także Rafał Śliwiak i Zbigniew Tarasewicz. Do roku 1999 magazyn ukazywał się w cyklu kwartalnym. Początkowo niskonakładowy, pod koniec osiągnął 3 tysiące nakładu. W 2000 roku prawa do tytułu wykupił Zysk i S-ka, a magazyn zaczął się ukazywać w cyklu miesięcznym, a następnie dwumiesięcznym. W skład redakcji wchodzili wtedy także Jacek Inglot i Dariusz Wojtczak. Magazyn miał nakład 20 tysięcy. Pismo zostało zamknięte w 2003 roku. Magazyn został reaktywowany przez Sedeńkę w 2009 roku. Wydawane było w cyklu kwartalnym przez Wydawnictwo Solaris, a od 2012, przez Wydawnictwo Stalker Books. Czasopismo jest dalej aktywne (stan na 2025).
W 1995 roku w magazynie ogłoszono po raz pierwszy nagrodę Sfinks (była przyznawana do 2014 roku).

## Wybrani stali współpracownicy
Do stałych współpracowników czasopisma należeli bądź należą m.in.:
- Leszek Błaszkiewicz
- Jacek Dukaj
- Jarosław Grzędowicz
- Lech Jęczmyk
- Paweł Laudański
- Marek Oramus
- Jacek Sobota
- Krzysztof Sokołowski
- Andrzej Zimniak